# Medow
Medow település Németországban, Mecklenburg-Elő-Pomeránia tartományban. Lakosainak száma 504 fő (2023. december 31.).

## Népesség
A település népességének változása:
| Lakosok száma | 540  | 517  | 513  | 489  | 502  | 504  |
|               | 2014 | 2017 | 2019 | 2021 | 2022 | 2023 |